# Antsla
Antsla è una città dell'Estonia meridionale, nella contea di Võrumaa, capoluogo del rispettivo comune rurale. Amministrativamente, tuttavia, non esistono distinzioni tra la città e il suo contado.